# Strobilomyia baicalensis
Strobilomyia baicalensis är en tvåvingeart som först beskrevs av Elberg 1970.  Strobilomyia baicalensis ingår i släktet Strobilomyia och familjen blomsterflugor. Inga underarter finns listade i Catalogue of Life.